# 곡성 태안사 삼층석탑
곡성 태안사 삼층석탑(谷城 泰安寺 三層石塔)는 대한민국 전라남도 곡성군 죽곡면 원달리, 태안사에 있는 삼층석탑이다. 1988년 12월 21일 전라남도의 문화재자료 제170호로 지정되었다.

## 개요
태안사 내 연못 중앙에 마련된 작은 터에 자리하고 있는 탑으로, 절 내의 광자대사 부도 앞에 있던 것을 이곳으로 옮겨 놓았다. 원래는 기단(基壇)의 한쪽 면과 탑신(塔身)의 1층 지붕돌, 2·3층 몸돌이 없어진 상태였는데, 이곳으로 옮기면서 새로이 보충하여, 2층 기단에 3층의 탑신을 갖추고 있다.
기단 아래로는 탑을 옮길 때 마련해 둔 3단의 받침이 놓여 있어 전체적으로 높다란 풍채를 보인다. 기단은 각 층마다 면의 모서리와 가운데에 기둥 모양을 새겨 두었으며, 윗면에 3단의 얕은 층을 내어 윗돌을 괴고 있다. 탑신의 지붕돌은 밑면에 4단씩의 받침을 두었고, 처마는 네 귀퉁이에서 살짝 위로 들려 있다. 꼭대기에 놓인 머리장식은 낮은 장식받침을 제외하고는 모두 새로이 만들어 올려놓은 것들이다.
비록 일부가 없어져 훗날 보충해 놓은 것이긴 하나 전체적으로 고른 균형과 안정감이 느껴진다. 기단과 지붕돌의 조각양식으로 보아 고려시대 전기에 세운 것으로 추측된다.

## 참고 자료
- 태안사삼층석탑 - 국가유산청 국가유산포털